# Pyrgocyphosoma balazuci
Pyrgocyphosoma balazuci är en mångfotingart som beskrevs av Jean-Paul Mauriès och Kime 1999. Pyrgocyphosoma balazuci ingår i släktet Pyrgocyphosoma och familjen knöldubbelfotingar. Inga underarter finns listade i Catalogue of Life.